# Przyczyny wojen
Przyczyny wojen – powody dla których podejmowane są działania wojenne poczynione na skutek konfliktów (np. między narodami, państwami czy grupami etnicznymi).
Sama wojna stanowi zjawisko powszechne i towarzyszące człowiekowi od czasów najdawniejszych. Jest ona instrumentem prowadzenia polityki, sprzyjającym pozyskaniu korzyści (materialnych i niematerialnych). Bywa także testem siły, który pomaga w zdobyciu sławy i podniesieniu prestiżu uczestników. W historii Europy o randze państwa decydowała przede wszystkim wielkość armii (powiązana z zasobami ludnościowymi i wielkością terytorium państwa). Rozbudowana i wyszkolona armia pozwalała skutecznie chronić interesy państwa oraz ubiegać działania innych państw celem zachowania zajmowanej pozycji w Europie oraz obrony państwa. W swej aktywności przy podejmowaniu tego typu działań państwom towarzyszyły różne motywy.
Zgłębienie polemologii (nauki prowadzącej badania nad wojną) umożliwia zapoznanie się z przyczynami wojen, wśród których wyróżnia się następujące powody:
1. Strukturalne – uzależnione od takich elementów jak: potencjał ekonomiczny oraz demograficzny, rodzaj technik wojennych, zbyt intensywne zbrojenia czy też nadmierna dominacja elit wojskowych;
2. Bezpośrednie (okazjonalne) – jako zainicjowane niespodziewanymi zdarzeniami i prowokacjami;
3. Koniunkturalne – gdzie znaczenie mają polityczne alianse i koalicje, negatywne stereotypy etniczne oraz zmiany opinii publicznej podejmowane pod wpływem ideologii, religii czy też propagandy[1].

Zagrożeniem, które sprzyja wojnom jest swoista skłonność do autodestrukcji tożsamości Zachodu. Ma tu miejsce podział na swoich (Zachód, Amerykę) i obcych, którzy stanowią niebezpieczeństwo dla pokoju światowego. Podejmowane są akcje obronne wobec wroga oraz umacnia się określone wartości. Inne zagrożenie związane jest z rozwojem technologii informacyjnych i prowadzi do uniezależnienia się przekazu medialnego od kontroli państw oraz kreacji określonego wizerunku danej sytuacji, często wypaczającego jej rzeczywisty obraz. Najbardziej przeraża jednak przeciwnik przyszłościowy, który jest „niewidoczny”, a jego istnienie można potwierdzić tylko w momencie ataku (cyberterroryzm).
Inny podział uwzględniający płaszczyzny stosunków międzynarodowych pozwala wydzielić czynniki: ekonomiczne (napięcia wewnątrz państwa, uzależnienia zewnętrzne), polityczne (roszczenia i rozbieżności terytorialne, niejasność granic, poczucie zagrożenia zewnętrznego) oraz ideologiczne (religijne, zaszłości historyczne i uprzedzenia rasowe).
Chęć do podejmowania aktywności w zakresie wojny wynikała także z położenia geograficznego lub też organizacji sił zbrojnych w danym czasie. Wybuchowi wojny sprzyjają również określone zachowania i postawy państw takie jak: nadmierny optymizm, co do przewidywania wyniku wojny, uzyskanie nadmiernej przewagi przez stronę, która to pierwsza zainicjowała atak lub postawa ekspansjonistyczna państwa. Ważna jest także wola posiadania strategicznych zasobów, które jednocześnie pozwalają na przejęcie kontroli w różnych aspektach życia społecznego. Bardzo często inicjatorami kryzysów są prężne państwa, które liczą na znaczne zyski wynikające ze zwycięstwa. Często jednak oceniają one błędnie swą pozycję, co wynika z nieprzewidywalnych skutków wojny i błędnego wyobrażenia o sobie. Wśród przyczyn wojen wyróżnia się nierówność rozwojową poszczególnych państw. Państwa o niższym poziomie rozwoju, nie posiadające odpowiednich technologii i wiedzy są łatwiejsze do zawładnięcia. Inny czynnik to indywidualne aspiracje przywódców państw wynikające ze zdobywczej natury człowieka, jego psychologii oraz nieporozumień powstałych między innymi w efekcie niejasności przekazu informacji.